# Bahnhof Nation
Der Bahnhof Nation (frz. Gare de Nation) ist ein Tunnelbahnhof im 11. und 12. Arrondissement im Osten von Paris. Er gehört zum Réseau Express Régional und wird durch Züge des RER A durchschnittlich im 5-Minuten-Takt bedient. Der Bahnhof ist mit der gleichnamigen Metrostation Nation verknüpft, wo Umsteigemöglichkeiten zu den Linien 1, 2, 6 und 9 bestehen.
Am 14. Dezember 1969 wurde der Bahnhof unter der Place de la Nation eröffnet. Zu dieser Zeit war er die Endstation für die Züge der RER A, die nur in südöstlicher Richtung nach Boissy-Saint-Léger fuhren. Als Folge der Verlängerung der Strecke durch das Stadtzentrum ist er seit dem 8. Dezember 1977 ein Durchgangsbahnhof.
Der Bahnhof hat zwei Gleise an zwei Seitenbahnsteigen. Der Bahnsteig in Richtung Gare de Lyon hat eine Breite von sieben Meter, der Bahnsteig in Richtung Vincennes ist hingegen elf Meter breit. Der Grund dafür ist, dass der Bahnhof während seiner Funktion als Endbahnhof einen großzügig dimensionierten Abfahrtsbahnsteig benötigte.